# Hans van Hoek
Hans van Hoek (Deurne, 15 februari 1947) is een Nederlands beeldend kunstenaar. 

## Levensloop
Van Hoek groeide op in Deurne. Hij ontving zijn opleiding aan de Koninklijke Academie voor Kunst en Vormgeving in 's-Hertogenbosch (van 1962 tot 1969) en aan ateliers ‘63 in Haarlem (van 1969 tot 1971). Hij woonde van 1971 tot 1973 in Londen, daarna tot 1977 in Montreal in Canada, daarna tot 1982 in Neerkant, daarna tot 1996 in Liessel, daarna tot 2008 in Barrydale, Zuid-Afrika en van 2008 tot heden weer in Deurne. In 2008 werkte hij een aantal maanden aan het Europees Keramisch Werkcentrum, in 's-Hertogenbosch. In 1982 was zijn werk te zien op de documenta 7 in Kassel (Duitsland).

## Werk
Van Hoek werkt als kunstschilder, aquarellist, keramist en houtsnijder. Kenmerkend is dat hij vaak sculpturale lijsten om zijn schilderijen maakt; deze zijn zelfgesneden en gepolychromeerd. Hij maakt landschappen, figuurvoorstellingen, portretten, zelfportretten, stillevens, bloemstillevens en non-figuratief werk. Zijn keramisch werk draait voornamelijk om het thema landschap; hij maakte meerdere variaties van een miniatuurberg met waterval. 

## Tentoonstellingen
Overzicht van solotentoonstellingen
- 2019 BorzoGallery, Amsterdam, 'Crossing Dark Waters'
- 2019 Het Noordbrabants Museum, 's-Hertogenbosch, 'Hans van Hoek. Kimono's'
- 2018 PAN, BorzoGallery, Amsterdam, 'All is One. Six kimono paintings'
- 2014 Galerie Nouvelles Images, Den Haag, 'Hans van Hoek: schilderijen en keramische tafelbeelden'
- 2013 Galerie Nouvelles Images, Den Haag, 'Hans van Hoek: werken op papier en keramische tafelbeelden'
- 2011 Museum van Bommel van Dam, Venlo, Jubileumpresentatie
- 2010 De Verdieping, Veldhoven, recente keramische objecten en tekeningen
- 2007 Galerie Willy Schoots, Eindhoven
- 2006 BorzoGallery, Amsterdam, 'Hans van Hoek. Schilderijen en werken op papier'
- 2006 Museum van Bommel van Dam, Venlo
- 2006 Galerie Michael Haas, Berlijn
- 2002 Borzo, 's-Hertogenbosch
- 2001 Singer Museum, Laren (winnaar Singerprijs 2000)
- 2001 Borzo, ’s-Hertogenbosch
- 1998 – 2001 Galerie Collection d’Art, Amsterdam: diverse exposities
- 1997 Museum Hannema-De Stuers Fundatie, Heino
- 1996 Museum Jan Cunen, Oss
- 1995 Waddington Galleries, Londen
- 1990 – 1995 Galerie Collection d’Art, Amsterdam: diverse exposities
- 1989 Waddington Galleries, Londen
- 1989 Galerie Collection d’Art, Amsterdam
- 1987 Van Abbemuseum, Eindhoven
- 1984 Waddington Galleries, Londen: Drawings 1981-1983
- 1981 Galerie Konrad Fischer, Düsseldorf
- 1977 Stedelijk Museum, Amsterdam: Schilderijen 1974-1976
- 1973 Galerie Véhicule, Montreal (met Jan Andriesse)

Overzicht van groepstentoonstellingen
- 2014 PAN, Galerie Nouvelles Images, Amsterdam
- 2009 Museum der bildenden Künste, Leipzig: Warum ich kein Conservatiever bin
- 2009 Museum De Wieger, Deurne: Zij kwamen uit Deurne
- 2008 Art Cologne, (Galerie Michaël Haas), Keulen
- 2008 Galerie Willy Schoots, Eindhoven
- 2008 PAN, Galerie Willy Schoots, Amsterdam
- 2008 Borzo modern & contemporary art, Amsterdam
- 2005 FIAC, Borzo modern & contemporary art, Parijs
- 2005 TEFAF, Borzo modern & contemporary art, Maastricht
- 2004 TEFAF, Borzo modern & contemporary art, Maastricht
- 2002 FIAC, Borzo modern & conteporary art, Parijs
- 2000 Stedelijk Museum, Amsterdam: De Voorstelling: Nederlandse Kunst in het Stedelijk Paleis
- 1994 Museum Catharijneconvent, Utrecht/Museum De Wieger, Deurne: Jezus is boos
- 1992 Museum De Lakenhal, Leiden: Uit tijd geplukt, bloemen in kunst en poëzie
- 1989 Kunstverein, Hamburg: Landschaftsbilder
- 1987 Museum Overholland, Amsterdam: Hollands landschap
- 1986 Art Galery of New South Wales, Sydney: Biennale of Sydney
- 1984 Gillespie/Laage Salomon, Parijs
- 1984 Museum of Modern Art, New York: An international survey of recent paintings and sculptures
- 1984 Stedelijk Museum, Amsterdam: Becht Collection
- 1984 - 1985 Van Gogh Museum, Amsterdam: De Nederlandse identiteit in de kunst na 1945
- 1984 - 1985 Stedelijk Museum, Amsterdam: La Grande Parade
- 1983 National Galery Alexander Soutzos, Athene: Modern Dutch Painting
- 1983 – 1984 Stedelijk Museum, Amsterdam: Modern Dutch Painting
- 1982 documenta 7, Kassel
- 1982 Stedelijk Museum, Amsterdam: 60-80 Attitudes/concepts/images
- 1980 Biënnale van Venetië: Art in the Seventies
- 1975 Musée d'Art Moderne de la Ville de Paris, Parijs: 9e Biennale des Jeunes
- 1975 Vleeshal, Haarlem: oud-deelnemers ateliers ‘63
- 1973 Stedelijk Museum, Amsterdam: 11 schilders
- 1972 Expositiecentrum De Ruimte, Eersel

## Werk in openbare collecties (selectie)
- ABN-AMRO kunststichting, Amsterdam
- Becht Collection, Naarden
- F. van Lanschot Bankiers, ’s-Hertogenbosch
- Museum De Pont, Tilburg[1]
- Museum de Wieger, Deurne
- Museum De Fundatie, Zwolle
- Museum Jan Cunen, Oss
- Museum van Bommel van Dam, Venlo
- Het Noordbrabants Museum, ’s-Hertogenbosch
- Régie Nationale des Usines Renault, Recherches Art et Industrie, Boulogne
- Sint-Willibrorduskerk, Deurne
- Museum Helmond, Helmond
- Stedelijk Museum Amsterdam, Amsterdam
- Van Abbemuseum, Eindhoven
- Vescom, Deurne

## Prijzen
- 2001: Singerprijs 2000

- Gemeinsame Normdatei: 119360284
- International Standard Name Identifier: 0000 0003 9854 6564
- Library of Congress Control Number: nr2001046611
- Nederlandse Thesaurus van Auteursnamen: 073227129
- RKD-Nederlands Instituut voor Kunstgeschiedenis: 38756
- Système universitaire de documentation: 168368331
- Union List of Artist Names: 500098186
- Virtual International Authority File: 96406099
- WorldCat: E39PBJvCTQFf6WhxkW3tcRDH4q